# Antonio Taboada
Antonio de Jesús Taboada Herrera (Ciudad de México, México, 11 de septiembre de 1967) es un exfutbolista mexicano que jugó en las posiciones de lateral o mediocampista defensivo, su último club fue el Querétaro Fútbol Club de la Primera División A de México.

## Trayectoria
Comenzó en las fuerzas básicas de Cruz Azul, se formó durante todo el proceso juvenil y su debut profesional, que llegó en la temporada 91-92 entrando de cambio contra Club de Fútbol Atlante. En esa primera liga empezó a ganar minutos e incluso alineó partidos completos. Para las siguientes temporadas se empezó a consolidar en el equipo, en el 94-95 jugó su primera final de liguilla y aunque el título no llegó, para la 95-96 ya se le consideraba titular indiscutible. Aun así salió de la máquina rumbo a Deportivo Toluca, pues Cruz Azul había preferido reforzarse en busca del ansiado campeonato a continuar trabajando su base, así que lo dejó ir junto a otro canterano; Víctor Ruíz.
A su llegada a Deportivo Toluca empezó a formar una buena pareja de laterales con Efraín Herrera, aunque ese Invierno 96 no lo jugó completo por lesión. Para el Verano 98, con la recuperación de otros jugadores importantes Toluca finalmente cuajó y llegó a la final contra Club Necaxa, en ella marcó uno de sus goles más importantes, pues fue el primer gol para su escuadra en el partido de vuelta, cuando el marcador global era de 4-1 en contra. Finalmente la espectacular remontada llegó y alzó uno de sus primeros tres trofeos. Luego de aquel triunfo se mantuvo como titular hasta el Invierno 99 y en el 2000 empezó a alternar con la banca.
Para el Verano 2001 buscó suerte en Club Irapuato donde estuvo por dos torneos antes de que el equipo desapareciera y se convirtiera en Veracruz con todo y plantel. Con el cambio de equipo el jugador no entró en planes y se marchó por una temporada a Querétaro Fútbol Club en la Primera División A durante el Verano 2002, el último que jugó como profesional.

### Clubes
| Club                         | País          | Año           | Partidos | Anotado | Media |
| ---------------------------- | ------------- | ------------- | -------- | ------- | ----- |
| Club de Fútbol Cruz Azul     | México        | 1990 - 1996   | 128      | 1       | 0.01  |
| Deportivo Toluca Fútbol Club | México        | 1996 - 2000   | 131      | 4       | 0.03  |
| Club Deportivo Irapuato      | México        | 2001          | 26       | 0       | 0     |
| Querétaro Fútbol Club        | México        | 2002          | 17       | 1       | 0.06  |
| Total carrera                | Total carrera | Total carrera | 302      | 6       | 0.02  |

Estadísticas
| Competencia                | Partidos | Goles |
| -------------------------- | -------- | ----- |
| Primera División de México | 285      | 5     |
| Liga de Ascenso de México  | 17       | 1     |
| Partidos internacionales   | 4        | 0     |
| Total                      | 306      | 6     |

## Selección nacional
Ha sido internacional con México en 4 ocasiones.

### Partidos internacionales
| 1 | 11 de octubre de 1995   | Los Angeles Memoriam Coliseum, Los Ángeles, Estados Unidos | Arabia Saudita | 1-2 | Amistoso |
| 2 | 16 de noviembre de 1995 | Estadio Tecnológico, Monterrey Nuevo León, México          | Yugoslavia     | 4–1 | Amistoso |
| 3 | 30 de noviembre de 1995 | Los Angeles Memoriam Coliseum, Los Ángeles, Estados Unidos | Colombia       | 1–1 | Amistoso |
| 4 | 6 de diciembre de 1995  | Estadio Olímpico Universitario, Ciudad de México, México   | Eslovenia      | 1–2 | Amistoso |

## Títulos

### Campeonatos nacionales
| Título        | Club   | País   | Año  |
| ------------- | ------ | ------ | ---- |
| Torneo Verano | Toluca | México | 1998 |
| Torneo Verano | Toluca | México | 1999 |
| Torneo Verano | Toluca | México | 2000 |